# آئوگه

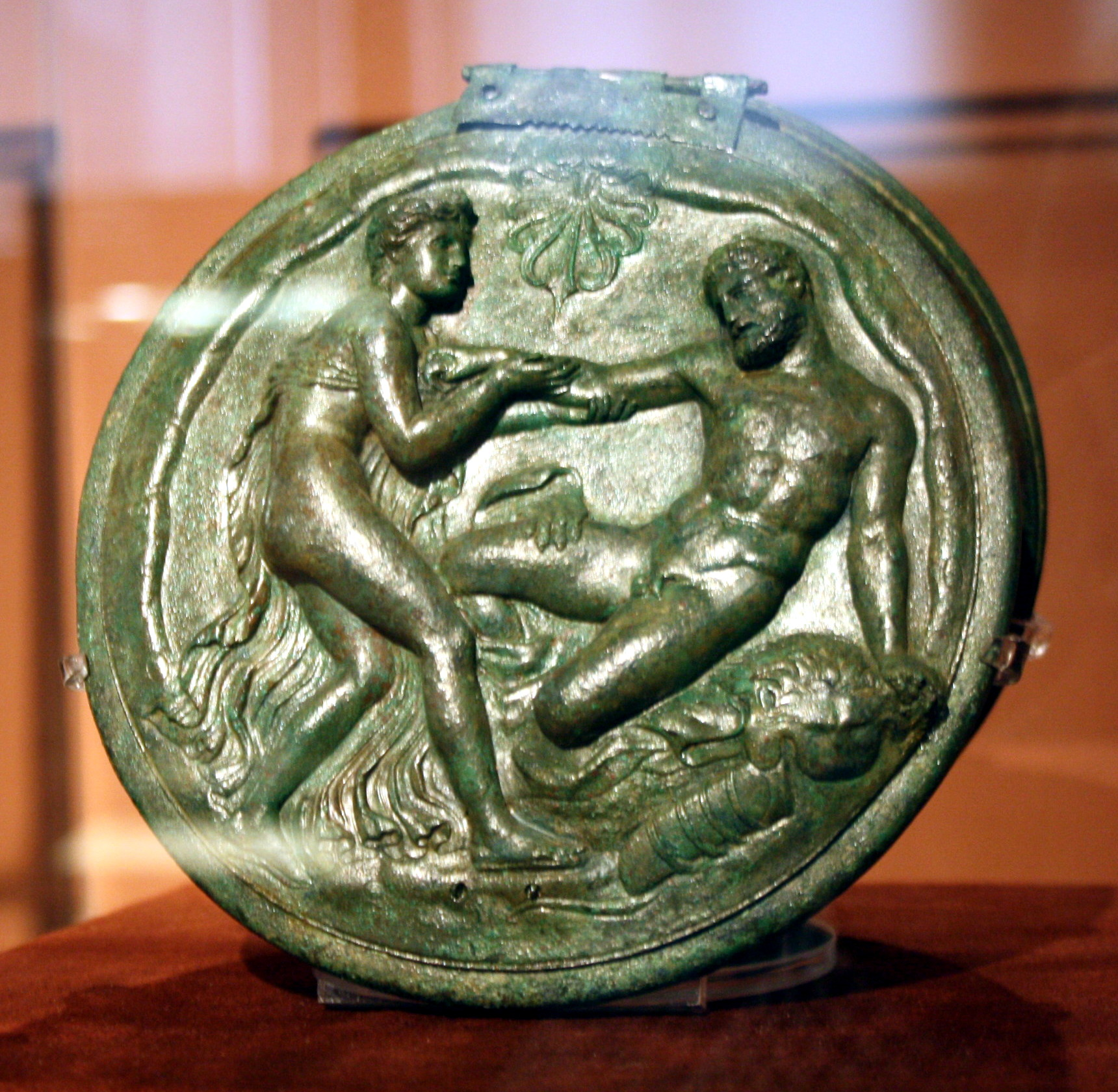
آئوگه به همراه هراکلس مست.

آئوگه (یونانی: Αὐγή) در اساطیر یونانی دختر آلئوس، پادشاه تِیِآ در آرکادیا باستان بود.
آلئوس او را کاهنه معبد آتنا در تگئا کرد و این مقام اقتضا می‌کرد که آئوگه همیشه دوشیزه بماند. هراکلس هنگامی که به دیدن آلئوس رفت آئوگه را اغوا کرد و آئوگه بعداً پسری به نام تلفوس را به دنیا آورد که او را در معبد مخفی کرد. در پی این آلودگی، سرزمین آن‌ها بایر شد. آلئوس در دلفی علت را جویا شد، و پس از آن که علت را دریافت کودک را در کوه پارتنیون رها کرد. دختر خود را نیز به نائوپلیوس که شاه بود سپرد و از وی خواست که آئوگه را یا غرق کند یا به کنیزی بفروشد. نائوپلیوس آئوگه را در صندوقی گذاشت و به دریا انداخت، اما آئوگه در میسیا به خشکی رسید.